# شون ماكمانوس (فنان قصص مصورة)
شون ماكمانوس (بالإنجليزية: Shawn McManus)‏ هو فنان قصص مصورة أمريكي، ولد في 30 يونيو 1958 في بروكلين في الولايات المتحدة.